# Piper maingayi
Piper maingayi är en pepparväxtart som beskrevs av Joseph Dalton Hooker. Piper maingayi ingår i släktet Piper och familjen pepparväxter. Inga underarter finns listade i Catalogue of Life.